# Белинис, Лаурас
Лаурас Белинис (лит. Lauras Bielinis; род. 30 июня 1957, Вильнюс) — литовский политолог и профессор Университета Витовта Великого в Каунасе. В сферу его научных интересов входит анализ политического текста, избирательных технологий и политических коммуникаций.

## Биография
С 1976 по 1981 год Лаурас Белинис учился в Московском государственном университете, где изучал философию. С 1983 по 1986 год он был аспирантом философского факультета МГУ. С 1986 по 1992 год Белинис работал ассистентом на кафедре общественных наук Вильнюсского университета. В 1991 году он основал журнал «Политология» (лит. Politologija) и был его главным редактором до 2006 года. В 1992—1993 годах Белинис был одним из основателей Литовского центристского союза (лит. Lietuvos centro sąjunga). С 1994 года он работает преподавателем в Институте международных отношений и политологии Вильнюсского университета, а также в Клайпедском университете. В 1996 году ему была присуждена степень доктора социальных наук.
Во время президентских выборов в Литве в 2002 году Белинис работал консультантом кандидата Артураса Паулаускаса, занявшего третье место с 8 % голосов. В 2003 году он стал директором Белорусского института. С 2006 по 2009 год Белинис был советником президента Литвы Валдаса Адамкуса и руководителем его группы по внутренней политики и анализу. С 2012 года он является профессором Университета Витовта Великого в Каунасе.
Белинис — один из основателей Литовской ассоциации политологов. Он также основал журнал «Agora. Politinių komunikacijų studijos».